# Otophryninae
Otophryninae is een onderfamilie van kikkers uit de familie smalbekkikkers (Microhylidae). De groep werd voor het eerst wetenschappelijk beschreven door Richard J. Wassersug en William Frank Pyburn in 1987.
De familie wordt vertegenwoordigd door zes soorten in twee geslachten. Alle soorten komen voor in delen van noordelijk Zuid-Amerika.

## Taxonomie
Onderfamilie Otophryninae
- Geslacht Otophryne
- Geslacht Synapturanus

Adelastinae · 
Asterophryinae · 
Chaperininae · 
Cophylinae · 
Dyscophinae · 
Gastrophryninae · 
Hoplophryninae · 
Kalophryninae · 
Melanobatrachinae · 
Microhylinae · 
Otophryninae · 
Phrynomerinae · 
Scaphiophryninae